# Nibiru (album)
Nibiru è il terzo album in studio del cantante portoricano Ozuna, pubblicato nel 2019.
Il suo titolo rimanda al pianeta omonimo descritto dallo scrittore Zecharia Sitchin dopo una libera interpretazione delle scritture sumere.

## Tracce
1. Nibiru – 2:38
2. Hasta Que Salga el Sol – 3:08
3. Temporal (featuring Willy) – 3:58
4. Fantasía – 2:55
5. Yo Tengo una Gata (with Sech) – 3:04
6. Fuego – 3:29
7. Eres Top (with Diddy & DJ Snake) – 3:24
8. Pégate – 3:18
9. Patek (with Anuel AA & Snoop Dogg) – 4:09
10. Difícil Olvidar – 3:31
11. Sin Pensar (featuring Swae Lee) – 4:09
12. Independiente – 3:12
13. Reggaeton en Paris (with Dalex & Nicky Jam) – 4:01
14. Te Soñé de Nuevo – 3:18
15. Danzau – 2:41
16. Amor Genuino – 2:58
17. Baila Baila Baila – 2:38
18. Qué Pena – 2:32

## Classifiche

### Classifiche settimanali
| Classifica (2019) | Posizione massima |
| ----------------- | ----------------- |
| Italia            | 60                |
| Stati Uniti       | 41                |
| Svizzera          | 50                |

### Classifiche di fine anno
| Classifica (2020) | Posizione |
| ----------------- | --------- |
| Spagna            | 57        |